# Tabanus soembawensis
Tabanus soembawensis är en tvåvingeart som beskrevs av Schuurmans Stekhoven 1926. Tabanus soembawensis ingår i släktet Tabanus och familjen bromsar. Inga underarter finns listade i Catalogue of Life.